# Uracanthus stueberi
Uracanthus stueberi är en skalbaggsart som beskrevs av J. Linsley Gressitt 1959. Uracanthus stueberi ingår i släktet Uracanthus och familjen långhorningar. Inga underarter finns listade i Catalogue of Life.